# Sebastian Heidinger
Sebastian Heidinger (Miltenberg, 1986. január 11. –) német labdarúgó.

## Pályafutása
2005 és 2007 között a SC Pfullendorf csapatánál szerepelt, ahol több mint 50 bajnokin szerepelt. Ezek után a Fortuna Düsseldorf csapatának a tartalék, majd a felnőtt keretének volt tagja. A felnőttek között rendszeres játék lehetőséget kapott a Bundesliga 2-ben. 2009. augusztus 31-én debütált a MSV Duisburg ellen a 66. percben váltotta Olivier Caillast. December 13-án megszerezte első gólját a Rot-Weiß Oberhausen ellen a 27. percben. 2010 nyarán a rivális Arminia Bielefeld klubjához írt alá 2 évre. 2011. július 1-jén 2014-ig írt alá az RB Leipzig csapatához.

## Sikerei, díjai
- Német ifjúsági bajnok: 2004